# ال‌جی وی‌ایکس ۹۸۰۰
ال‌جی وی‌ایکس ۹۸۰۰ (به انگلیسی: LG The V (VX9800))، یک‌نمونه از گوشی‌های تلفن همراه سری وریزون مدل‌های سی‌دی‌ام‌آ (به انگلیسی: Verizon CDMA Models (VX)) شرکت ال‌جی الکترونیکس می‌باشد که توسط همین شرکت به بازار عرضه شده‌است.